# Cratere fantasma

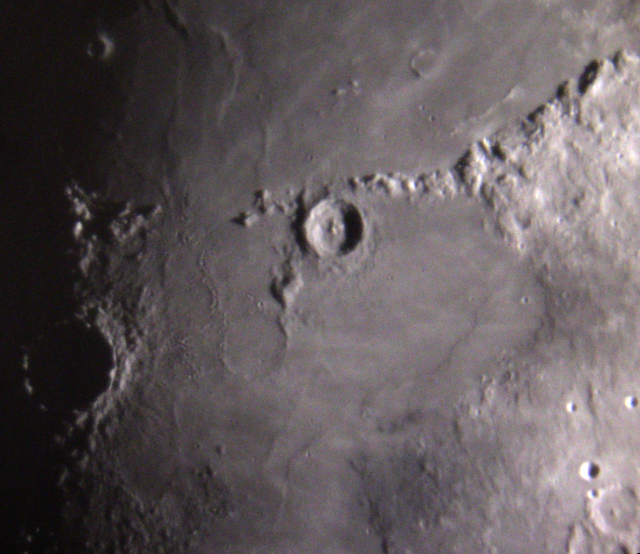
Cratere fantasma appena visibile fra quello di Eratostene e Copernico

In planetologia, un cratere fantasma (in inglese, ghost-crater o palimpsest) è un antico cratere che è stato livellato dall'attività vulcanica successiva, lasciando traccia dell'antica parete solamente sotto forma di una variazione di albedo. Le superfici dei satelliti naturali ghiacciati, come Ganimede e Callisto, sono ricche di crateri fantasma.
Questi crateri possono essere osservati solamente in condizioni di luce particolari; cioè con l'illuminazione del Sole appena sopra l'orizzonte in modo da creare con una luce radente ombre allungate dando forma ai piccoli rilievi del terreno.
Sulla Luna presso il Mare Humorum sono presenti questi tipici crateri: Lee, Doppelmayer e Poiseaux; nel Mare Nubium Kiess e Lubinietzki con la platea interamente occupata dalla lava fuoriuscita a causa dell'impatto con un oggetto celeste.
In altri satelliti del nostro Sistema solare, come ad esempio Ganimede e Callisto, la collisione con altri corpi ha causato in un cratere la fuoriuscita di materiale liquido che ha ricoperto il suolo soprastante, rendendo difficoltoso il riconoscimento del cratere stesso. Queste formazioni, appena visibili, hanno preso il nome di palinsesti, e si pensa che la loro età risalga al periodo in cui la crosta era appena formata, molto calda ed impossibilitata, nel caso di un urto con un asteroide, a supportare rilievi di una certa entità.

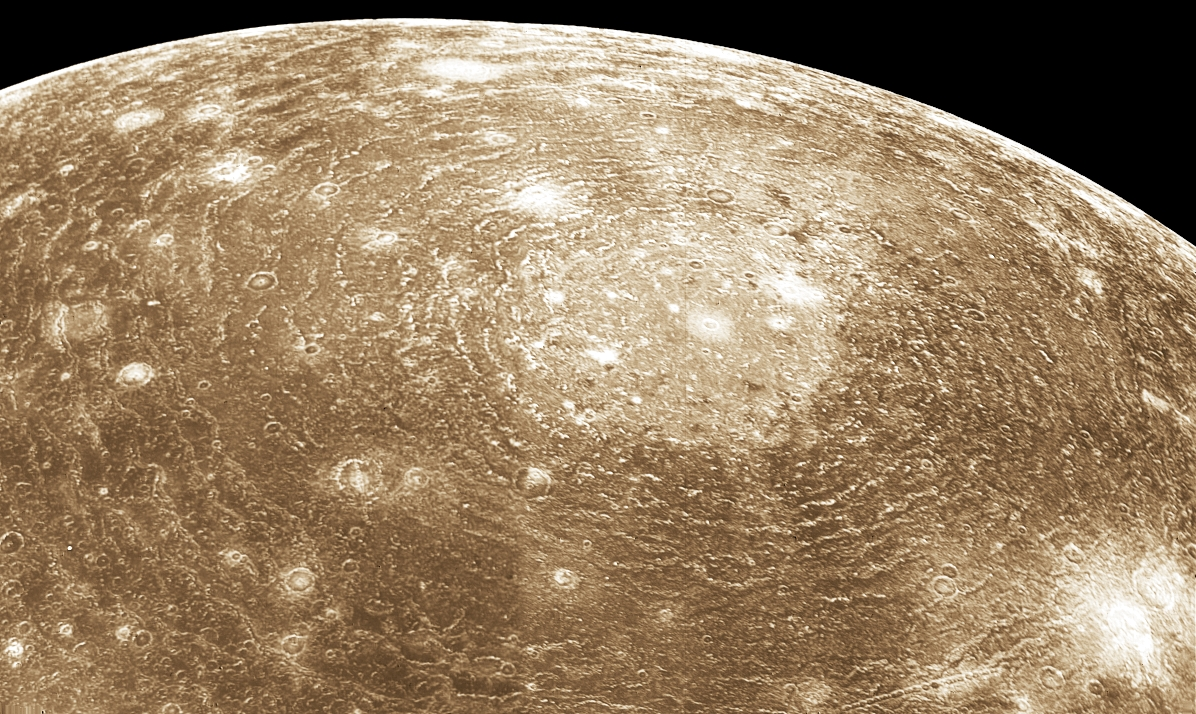
Valhalla, cratere fantasma di Callisto, non esiste più, rimangono le raggiere come onde